# カーリターダー

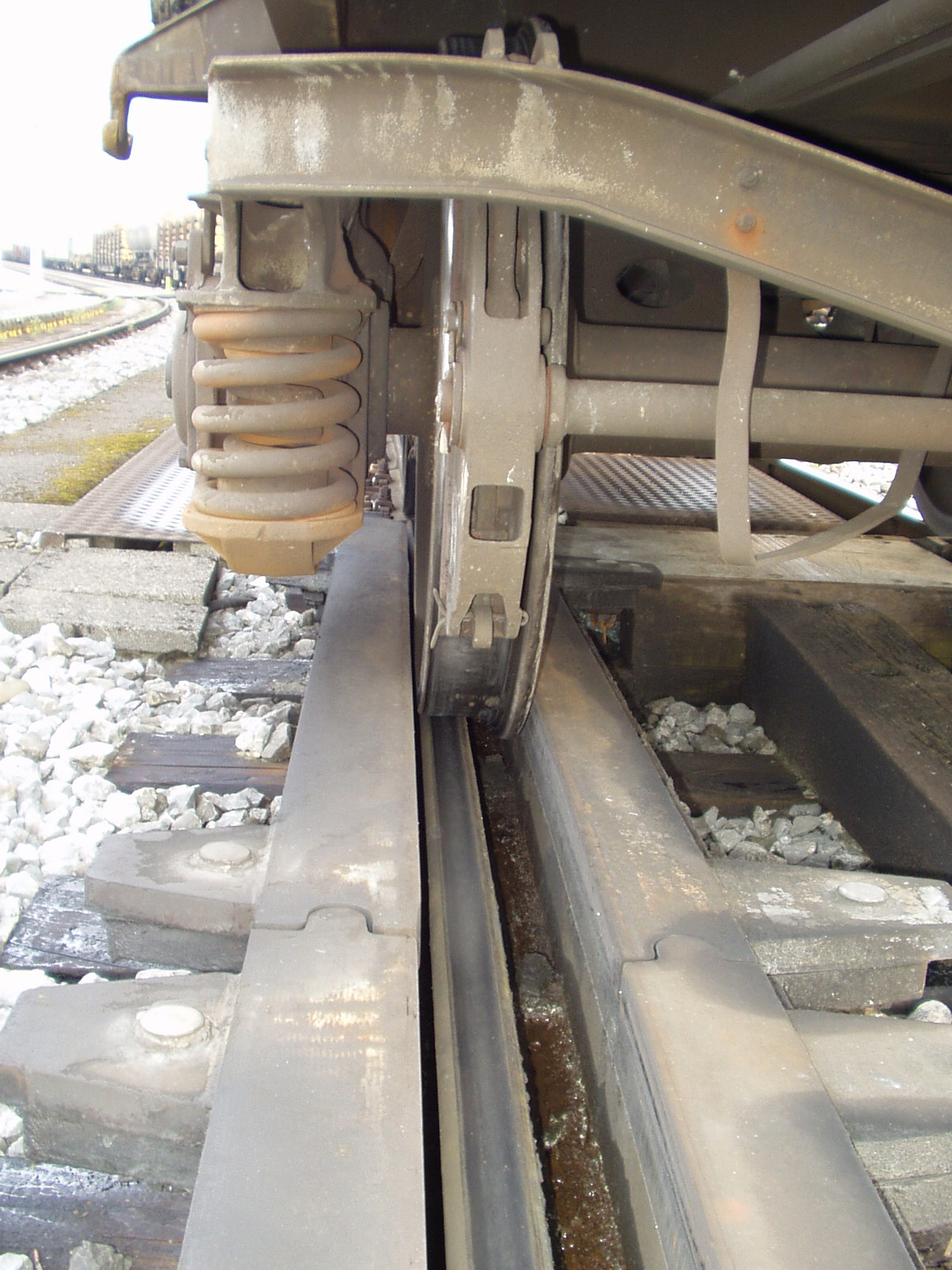
カーリターダーの制動桁が車輪を両側から挟んで制動している。スイスのリンマッタル操車場にて。

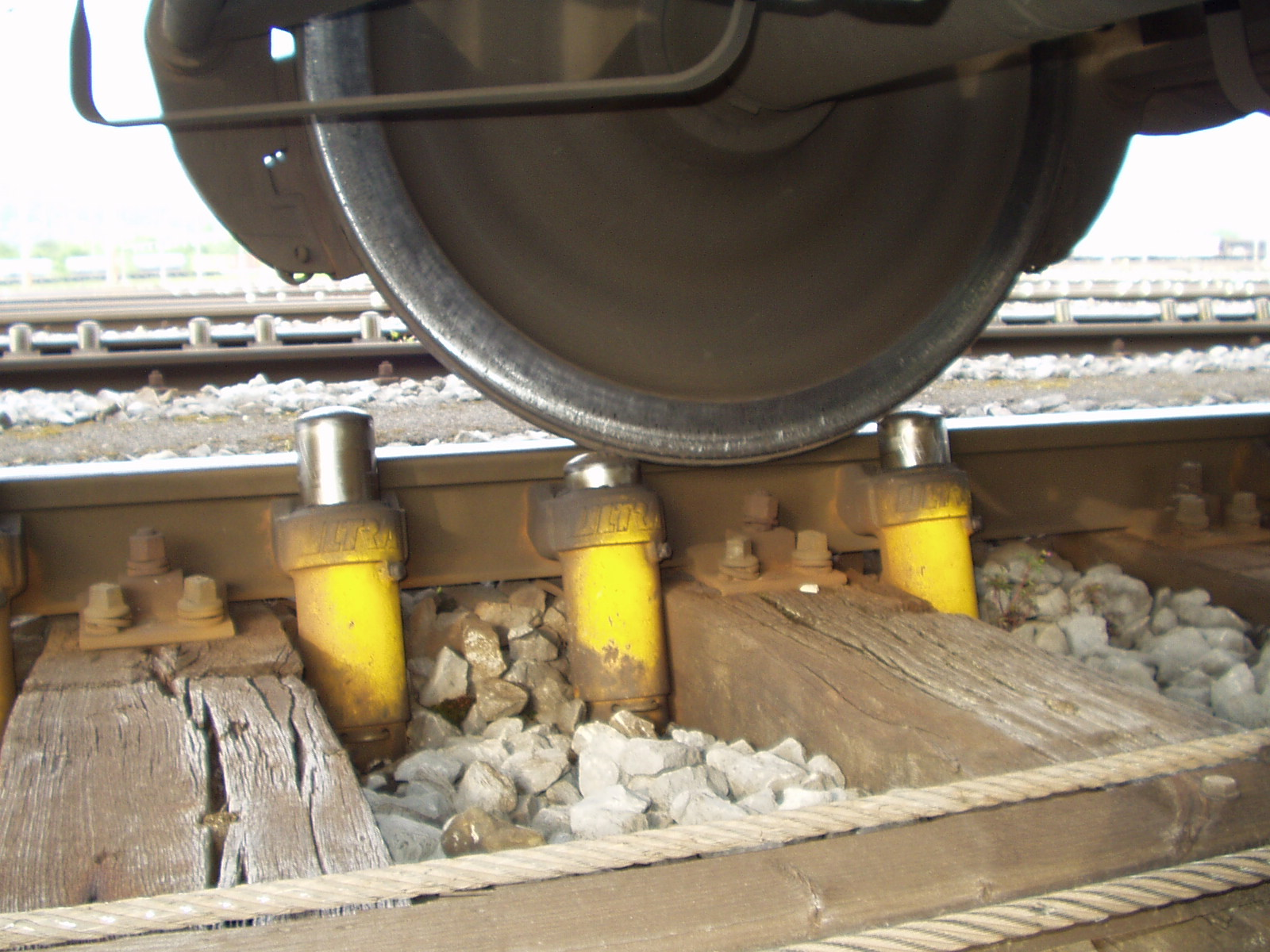
カーリターダーの一種、ダウティ・ユニット。車輪がピンを踏み下げるときの抵抗で制動する。リンマッタル操車場にて。

カーリターダー (英: car retarder) は、貨車操車場に設けられ、転走する貨車に地上側からブレーキをかけるための設備である。軌道に沿って配置された制動桁を空気圧または油圧によって車輪の側面に押し付けることによって制動するユニオン式と、レールの内側に設置された油圧ピンを車輪のフランジが踏み下げて減速させるダウティ式がある。かつて、JIS E 3013「鉄道信号保安用語」では軌道貨車制動装置と呼ばれていた。

## 役割
ハンプヤードにおいて仕分けされる貨車は、ハンプの急な下り勾配で加速されて転走する。貨車は車輪や軸受の抵抗、向かい風の抵抗などのために徐々に減速しながら仕分け線まで慣性で走り続ける。この抵抗に比べてハンプによる加速が十分でないと、貨車は仕分け線の途中で立ち往生し、散転の能率を害することとなる。そこで、ハンプの高さは、想定する最悪の条件のもとでも貨車が仕分け線まで転走できるような値に決められていた。したがって、通常、ハンプから散転される貨車は、目的の仕分け線で安全に連結できる速度よりも大きな速度を持つことになる。
このままでは、散転される貨車が仕分け線をオーバーランしたり、すでに仕分け線に収容されている貨車に激突したりする。そのため、以前は転走する貨車に構内作業掛が添乗し、貨車に備えられたブレーキを操作して貨車を減速させていた。この作業は危険でもあり、非効率的でもあるため、転走する貨車の減速を機械化するために、ハンプから仕分け線へ向かう軌道にカーリターダーが設置される。

## 歴史
カーリターダーは、1918年にドイツで、1924年にアメリカ合衆国で使われ始めた。日本では、1937年に新鶴見操車場に2基が試験導入されたのが最初である。
新鶴見操車場に設置されたものは、1945年に戦災によって使用停止になり、その後撤去された。1949年から1950年にかけて、試験結果をふまえて改良されたものが新鶴見操車場に16基設置された。日本では、この後、各地のハンプヤードにカーリターダーが普及していった。1970年にはリニアモーター方式の加減速装置も採用され、富山操車場に設置された。
国内のカーリターダーは1984年2月の国鉄ダイヤ改正でヤード集結形貨物輸送を廃止したことにより激減し、京葉臨海鉄道千葉貨物駅のダウティ式が最後となっていたが2021年6月30日、同駅の突放入換廃止をもって消滅した。

## 関連
- ハンプヤード
- スクリューブースター